# Belverne
Belverne är en kommun i departementet Haute-Saône i regionen Bourgogne-Franche-Comté i östra Frankrike. Kommunen ligger i kantonen Héricourt-Ouest som tillhör arrondissementet Lure. År 2022 hade Belverne 135 invånare.

## Befolkningsutveckling
Antalet invånare i kommunen Belverne
| Referens: INSEE |